# Sheer Terror
Sheer Terror is een Amerikaanse hardcoreband uit New York, opgericht in 1984. De band staat bekend om hun ruwe, agressieve muziek, doordrenkt met invloeden van hardcore punk, heavy metal en Oi!. Met hun brutale, sarcastische teksten en charismatische maar confronterende frontman Paul Bearer hebben ze een unieke en invloedrijke positie in de hardcore-scene verworven.
Bands zoals Agnostic Front, Cro-Mags en Killing Time hebben Sheer Terror beïnvloed, terwijl ze zelf ook een belangrijke invloed zijn geweest op latere hardcorebands.

## Formatie en vroege jaren (1984-1989)
Sheer Terror werd opgericht in 1984 door Paul Bearer (echte naam Paul Delaney), samen met gitarist Alan Blake, bassist Mark Neuman en drummer Jason Martin. De band maakte snel naam in de New Yorkse hardcore-scene vanwege hun zware, metalachtige geluid en Bearer's bijtende humor en cynische teksten. Hun vroege shows waren rauw, intens en vaak controversieel vanwege Bearer's confronterende stijl.
Hun debuutalbum, Just Can't Hate Enough, werd uitgebracht in 1989. Het album combineerde hardcore-agressie met invloeden van metal, en het titelnummer werd een klassieker binnen de hardcore-gemeenschap.

## Middeljaren en doorbraak (1990-1995)
In 1991 bracht de band hun tweede album uit, Thanks Fer Nuthin’, een verzameling heropgenomen nummers van hun debuut en nieuwe tracks. In 1992 volgde het album Ugly and Proud, dat de rauwe intensiteit van de band voortzette.
Sheer Terror bleef toeren in de Verenigde Staten en Europa en ontwikkelde een loyale fanbase. Hun mix van zware riffs en zelfspot onderscheidde hen van andere hardcorebands. Dit was ook de periode waarin Paul Bearer bekend werd om zijn interacties met het publiek, vaak een mix van humor en provocatie.

## Hiatus en reünies (1996-2010)
Na interne spanningen en veranderingen in de line-up besloot Sheer Terror in 1996 te stoppen. Paul Bearer bleef echter actief in de muziek en werkte samen met andere projecten. In de jaren 2000 groeide de invloed van Sheer Terror, en hun albums werden beschouwd als klassiekers binnen de hardcore- en Oi!-genres.
In 2004 hield de band een eenmalig reünieconcert in New York. De positieve respons van fans leidde tot meer optredens in de daaropvolgende jaren.

## Heropleving (2011-heden)
In 2011 kondigde Sheer Terror aan officieel terug te keren, met Paul Bearer als het enige oorspronkelijke lid. Ze brachten in 2014 hun comebackalbum Standing Up for Falling Down uit. Het album werd goed ontvangen en toonde aan dat de band nog steeds relevant was in de hardcore-scene. In 2018 volgde de EP Pall in the Family, waarin de band hun kenmerkende geluid voortzette.
Sheer Terror blijft actief, zowel met nieuwe muziek als liveoptredens, en wordt erkend als een van de invloedrijkste hardcorebands uit New York.

## Leden
Huidige leden:
- Paul Bearer – zang (1984-1996, 2004, 2011-heden)
- Jason Carter – gitaar
- Anthony Corallo – basgitaar
- Michael Delorenzo – drums

Voormalige leden (selectie):
- Alan Blake – gitaar
- Mark Neuman – basgitaar
- Jason Martin – drums

## Discografie
Studioalbums
- Just Can't Hate Enough (1989)
- Ugly and Proud (1992)
- Love Songs for the Unloved (1995)
- Standing Up for Falling Down (2014)

EP's en singles
- Thanks Fer Nuthin' (1991)
- Pall in the Family (2018)

Verzamelalbums
- Beaten by the Fists of God (1995)

## Invloed en nalatenschap
Sheer Terror wordt beschouwd als een pionier in het combineren van hardcore punk met elementen van heavy metal en Oi!. Ze hebben generaties van hardcorebands geïnspireerd met hun unieke geluid en onverschrokken houding. Paul Bearer wordt vaak geprezen als een van de meest herkenbare frontmannen in de hardcore-scene, zowel vanwege zijn stem als zijn podiumpersoonlijkheid.
Ondanks hun status als een cultband, blijft Sheer Terror een belangrijke naam in de hardcoregemeenschap en blijven ze zowel oude als nieuwe fans aanspreken.